# Apollodore d'Athènes
Pour les articles homonymes, voir Apollodore et Athènes.
Apollodore d’Athènes, parfois nommé Apollodore le Grammairien, (en grec ancien Ἀπολλόδωρος / Apollódôros) est un grammairien grec du IIe siècle av. J.-C.

## Biographie
Élève d’Aristarque de Samothrace à Alexandrie, il quitte la ville vers 146 av. J.-C., sans doute pour Pergame. Il passe la majeure partie de sa vie à Athènes, où il rédige des ouvrages d'érudition, dont une chronologie en vers iambiques pour la période allant de la guerre de Troie à 144 av. J.-C.
La compilation de récits mythologiques qui lui a été attribuée, dite Bibliothèque, serait en réalité bien postérieure à lui : l’œuvre cite un auteur romain, Castor l’Annaliste, contemporain de Cicéron (Ier siècle av. J.-C.). On appelle généralement l’auteur de la Bibliothèque le « pseudo-Apollodore ».

## Éditions
- (de) Apollodore et Felix Jacoby, Die Fragmenter der griechischen Historiker, Berlin et Leyde, 1926-1958, 3 tomes, chap. 244 ; réédition : Leyde, 1954-1960.
- (de) Apollodore et Felix Jacoby, Apollodors Chronik. Eine Sammlung der Fragmente, Berlin, 1902.